# Mühltal (Jena)
Das Mühltal in Jena ist ein Seitental des Mittleren Saaletals und reicht vom Stadtteil Isserstedt bis zur Papiermühle an der nördlichen Leutra. Das Naturschutzgebiet Jenaer Mühltal ist Teil des Mühltales.

## Geologischer Aufbau der Jenaer Umgebung
Das Mühltal ist ein Kerbtal. Die Entstehung von Kerbtälern ist nur in Gebieten mit festem Gestein möglich. Kerbtäler bilden sich vor allem durch starke Tiefenerosionen aus. Gleichzeitig müssen Denudationen an den Talhängen auftreten. Die Denudation, eine flächenhafte Abtragung der Erdoberfläche, erfolgt meist durch Wasser oder Wind. Im Fall des Mühltals bewirkte die Leutra den Ausgleich des Flusslängsprofils durch Rückverlegung von Gefällstufen und verursachte damit die Tiefenerosion. Auch die Seitentäler des Mühltals sind Kerbtäler. Dazu zählen das Rosental und der Münchenrodaer Grund.
Die Geologie des mittleren Saaletals bestimmt maßgeblich die Geologie von Jena. Diese besteht aus Sedimentgesteinen der germanischen Trias, wie dem Buntsandstein, Muschelkalk und Keuper. Die Schichtung der Trias im Raum Jena fällt flach nach Nordwesten in das Innere des Thüringer Beckens ab. Dabei entstanden Falten und Verwerfungslinien, an denen sich Schichtkomplexe verschoben haben. Besonders geologisch prägend ist die Jenaer Scholle, die ein Teil der Randplatte des Thüringer Beckens darstellt und von der Saale und ihren Zuläufern durchbrochenes Muschelkalk-Plateau ist. Die Jenaer Scholle grenzt sich zur Ilm-Saale-Platte ab, dabei wird sie von markanten Erhebungen umschlossen. Erhebungen in der Nähe des Mühltals sind der Windknollen mit dem Napoleonstein mit 369 Metern, Cospeda mit 399 Metern und der Jägerberg mit 341 Metern.

## Die Leutra

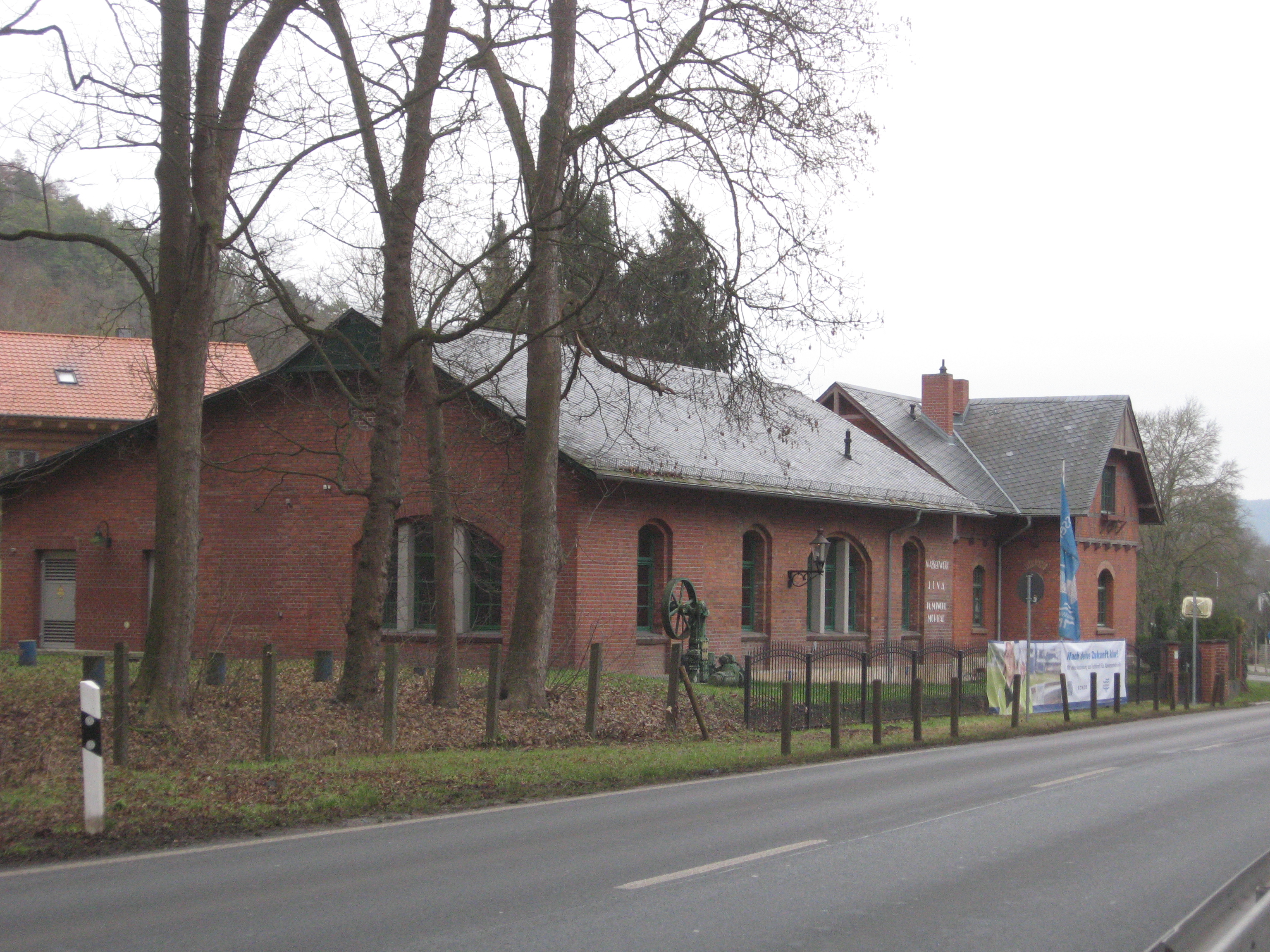
Wasserwerk Jena – Pumpwerk Mühltal

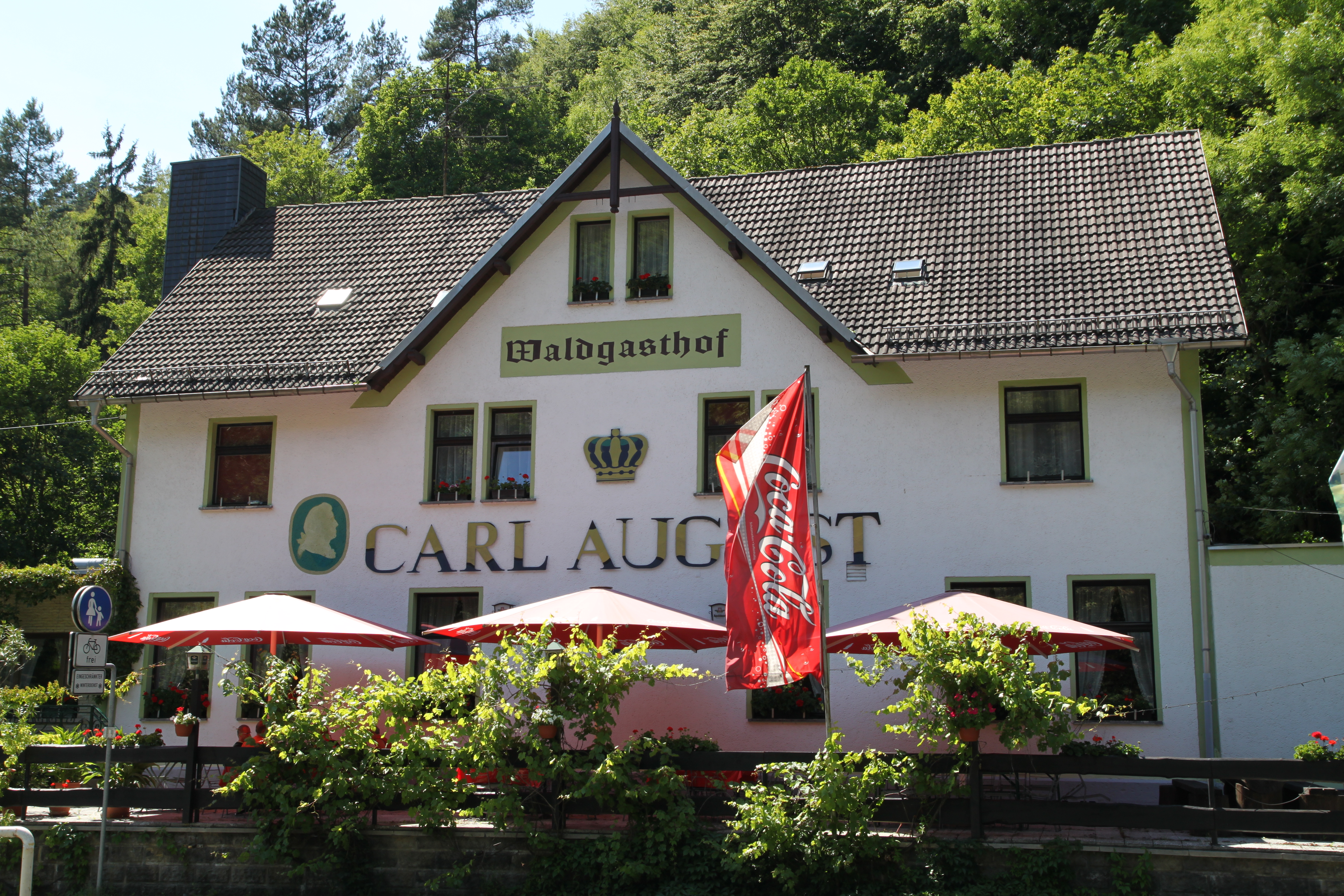
Waldgasthof Carl August, etwa in der Mitte des Mühltals

Die Leutra ist ein wichtiger Entstehungsfaktor des Mühltals. Durch ihren Verlauf bestimmt sie maßgeblich das Mühltal. Sechs Quellen flossen in die Leutra. Zwei Quellen sind weiter hinten im Mühltal. Die Rosentalquelle befindet sich ungefähr in Höhe der jetzigen Zufahrtsstraße nach Cospeda und die Zigeunerquelle liegt noch weiter hinten bachaufwärts Richtung Isserstedt. Eine dritte Quelle ist die Hungerquelle. Benannt wurde diese nach mangelndem Wasser in trockenen Jahren. Die anderen Quellen sind sehr stark, wie zum Beispiel die Nasenbornquelle. Diese sickert aus dem Fuß des Nasenberges von den Cospedaer Feldern kommend. Die Leutraquelle kommt unterhalb der Lutherkanzel heraus. In diesem Bereich wurde 1899 ein Pumpwerk errichtet. Ursprünglich sollte damit das Jenaer West- und Südviertel mit vier Mühltal-Quellen versorgt werden. Bevor diese Quellen für die Wasserversorgung genutzt wurden, konnte mit der Kraft des Wassers in der Leutra ungefähr zehn Mühlen versorgt werden. In Höhe der West-Apotheke teilte sich die Leutra früher: Die „wilde Leutra“ floss nach rechts zur Saale. Bevor sie unterirdisch in die Saale gelenkt wurde, floss sie, wo heute die Abbe-Straße, der Engelsplatz und die Grietgasse sind, der Saale zu. Wegen heftigen Überschwemmungen grub man eine tiefe Schlucht in Bereich des heutigen Haeckel-Platzes. Später wurde über die Leutra ein langer Tunnel gebaut und darüber die Jahnstraße, der Carl-Zeiss-Platz, der Haeckel-Platz und die Ernst-Haeckel-Straße. Der Tunnel-Eingang der Leutra ist bei der Blumenstraße, der Tunnel Ausgang bei der Erbertstraße. Eine weitere Quelle ist „der Lutherborn“. Diese floss in Höhe des heutigen Volkshauses in die Leutra. Die Leutra-Schlucht befand sich an der heutigen Westbahnhofstraße und es führte eine Brücke darüber.
Die linke Leutra nahm vorbei an dem ehemaligen Klinikum ihren Lauf und verlief in einer Rinne durch die Bachstraße. Ein Teil des Wassers floss zum Teichgraben, wo sich drei Fischteiche befanden. Am Johannistor kam in separaten Röhrenleitungen Wasser direkt aus dem Mühltal. Es wurde in der Nähe der Paraschkenmühle abgeleitet. Im Haus der Buchhandlung am Johannistor befand sich ein Röhrenkasten. Hier lief das Trinkwasser herein und wurde auf verschiedene Röhrenkammern durch unterschiedliche Rohre verteilt. In Holz- und Steintrögen konnten die Menschen dann Trinkwasser in ihre Wohnhäuser holen. Ein Rohrbrunnen stand auf dem Markt, einer am Kreuz (ehemaliges Kaufhaus am Kreuz), einige an Straßen, wie z. B. in der Saalstraße der Löwenbrunnen. Weiter von der Johannisstraße nahm die Leutra ihren Lauf über den heutigen Eichplatz, der noch bebaut gewesen war, durch die Jüdengasse, die Leutragasse entlang. Von der Johannisstraße zog die Leutra auch Richtung Markt. Durch die Innenstadt führten mehrere kleine Rinnsale in Rinnen, um am Ende in die Lache am Kupferhütchen zu münden. Die Lache war ein Seitenarm der Saale und wurde im Verlauf zugeschüttet. Benutzt wurde der Verlauf der Leutra um die Stadt zu reinigen. Meistens Samstag um die Mittagszeit wurde der Stau am Johannistor geöffnet und das Fegewasser losgelassen. Alle Mühlen wurden zuvor stillgelegt. Am Saaltor kamen alle Leutrafegegewässer wieder zusammen. Die vom Johannistor und vom Löbdertor mündeten in die Lache.

## Mühlen im Mühltal
Insgesamt wurden elf Mühlen von der Leutra angetrieben. Neun davon werden dem Mühltal zugeordnet. Die anderen zwei befanden sich im damaligen Stadtzentrum. Die erste Mühle im Leutraverlauf ist die Papiermühle. Gleich daneben stand die älteste Mühle, die Nasenmühle. Erwähnung findet diese Mühle schon 1209. Hier wurde schon  300 bis 400 Jahre Mehl gemahlen. 1657 kaufte ein Papiermacher aus Oberweimar die Nasenmühle, die durch die Quelle aus dem Nasenberg angetrieben wurde. Der Herzog aus Weimar verbot die Umbauten der Nasenmühle zu einer Papiermühle. Daraufhin baute der Papiermacher Joachim-Heinrich Schmidt daneben die Papiermühle. Diese wurde 1658 fertiggestellt und wurde bis 1870 zur Herstellung von Papier aus Lumpen genutzt. Mit der Entdeckung der Papierherstellung aus Holz wurde die Papiermühle überflüssig, da sie nicht so rentabel war wie Fabriken mit modernen Maschinen.
Die nächste Mühle ist die Schleifmühle, diese wurde 1613 zerstört. Sie befand sich rechts der Leutra. Ebenfalls rechts neben der Leutra lag die Paraschkenmühle. Eventuell wurde sie früher Krötenmühle genannt oder die Krötenmühle war eine weitere eigenständige Mühle. Dies ist leider geschichtlich nicht belegt. Auch die Mühle der Paraschkenmühle betrieb eine Gastwirtschaft wie die Papiermühle. Nachfolgend kommt die Kupfermühle, möglicherweise auch Kexmühle genannt. Aber auch hier ist es möglich, dass die Kexmühle ebenfalls eine eigenständige Mühle war. Die Kupfermühle fiel auch 1613 dem Hochwasser zum Opfer. Zuvor wurden hier Kupferbleche gewalzt.
Die nächste Mühle befindet sich wieder links der Leutra und kurz vor dem Lommerspielplatz. Sie wurde Weidigsmühle genannt. Kurz nach der Weidigsmühle befand sich auf der rechten Seite der Leutra die Neumühle. Anschließend folgte die Ölmühle, die Öl aus Pflanzen wie Raps oder Sonnenblumen presste. Sie befand sich direkt neben der Westschule und ist heute ein Studentenwohnheim. Auch die Ölmühle führte damals ein Gasthaus. Die darauffolgende Mühle, die Plumbmühle, gehörte vermutlich zur Ölmühle. Es ist aber auch möglich, dass diese eigentlich als Walkmühle bekannt war. Die 9. Mühle ist die Ziegelmühle oder auch Gerhartsmühle genannt, befand sich kurz vor dem Gebäude des ehemaligen Klinikums, in der Nähe einer Ziegelei. Die letzten beiden Mühlen, die von der Leutra und zwar dem linken Zweig, betrieben wurden, befanden sich im Stadtzentrum. Einmal die Jüdenmühle in der Jüdengasse, die sich im Bereich des heutigen Eichplatzes befand. Die Jüdenmühle wurde 1945 zerstört. Die andere Mühle war die Marktmühle, die sich neben der heutigen Göre befindet und heute eine Gaststätte ist.